# Les Clowns tueurs venus d'ailleurs
Pour plus de détails, voir Fiche technique et Distribution.
Les Clowns tueurs venus d'ailleurs (Killer Klowns from Outer Space) est un film de science-fiction horrifique américain coécrit, coproduit et réalisé par Stephen Chiodo (en), sorti en 1988.

## Synopsis
Dans une petite ville américaine, des étudiants font la fête. Ils boivent et flirtent ensemble. Une étoile filante traverse soudain le ciel et semble s'écraser tout près de la ville. Mike et Debbie décident de chercher l'étoile. Ils découvrent une sorte de chapiteau géant avec des couloirs multicolores. Les deux jeunes gens pénètrent dans l'engin jusqu'à une pièce remplie d'immenses cocons roses en coton et en sucre. Ces cocons renferment en fait des cadavres. Mike et Debbie comprennent alors avec effroi qu'ils ont trouvé un véhicule spatial d'une autre planète, où les habitants ressemblent à des clowns mais sont en fait de féroces humanoïdes.
Parvenant dans un premier temps à leur échapper, Mike et Debbie se rendent au poste de police où ils se heurtent au vieux et acariâtre Curtis Mooney, vétéran de la guerre de Corée désormais policier détestant les "sales jeunes". Mais un des policiers, Dave, ancien petit-ami de Debbie, les croit et tandis qu'il accompagne Mike à la recherche du chapiteau, les clowns massacrent les habitants de la ville à coups de gags mortels. Avec l'aide de deux surprenants vendeurs de glaces, les frères Terenzi, ils délivrent Debbie, kidnappée par les clowns anthropophages. Dave découvre alors le moyen infaillible de les détruire.

## Fiche technique
- Titre original : Killer Klowns from Outer Space
- Titre français : Les Clowns tueurs venus d'ailleurs
- Réalisation : Stephen Chiodo (en)
- Scénario : Charles Chiodo et Stephen Chiodo (en)
- Décors : Charles Chiodo (en) et Philip Dean Foreman
- Costumes : Darcie F. Olson
- Photographie : Alfred Taylor
- Montage : Christopher Roth
- Musique : John Massari
- Production : Charles Chiodo, Edward Chiodo, Stephen Chiodo (en), Paul Mason et Helen Sarlui-Tucker
- Société de production : Chiodo Brothers Productions
- Budget : 2 millions de dollars[réf. nécessaire]
- Pays d'origine :  États-Unis
- Langue originale : anglais
- Format : couleur - 1,85:1 - 35 mm - son Dolby
- Genre : science-fiction horrifique parodie
- Durée : 88 minutes
- Date de sortie :
  - États-Unis : 27 mai 1988
  - France : Mars 1991 (Sortie Vidéo)
- Film interdit aux moins de 12 ans lors de sa sortie en France

## Distribution
Note : Le doublage français est celui réalisé pour le DVD sorti en 2009.
- Grant Cramer (VF : Pierre Tessier) : Mike Tobacco
- Suzanne Snyder (VF : Marianne Leroux) : Debbie Stone
- John Allen Nelson (VF : Philippe Bellay) : Dave Hanson
- John Vernon (VF : Bernard Tiphaine) : Shérif Curtis Mooney
- Michael S. Siegel (VF : Gilles Laurent) : Rich Terenzi
- Peter Licassi (VF : Laurent Morteau) : Paul Terenzi
- Royal Dano : Le fermier Gene Green
- Christopher Titus : Bob McReed
- Irene Michaels : Stacy
- Karla Sue Krull : Tracy
- Adele Proom : Mme Franco
- Howard Malpas : M. Myers
- Brian Degan Scott (VF : Guillaume Orsat) : un punk
- Danny Kovacs (VF : Benoit DuPac) : un punk
- Sharon O'Mahoney : la serveuse

Source et légende : Version française (VF) sur AlloDoublage

## Autour du film
- Le tournage s'est déroulé à Santa Cruz et Watsonville, en Californie[réf. nécessaire].
- C'est le film qui a inspiré le groupe de rap Insane Clown Posse[réf. nécessaire].

## Bande originale
- Killer Klowns (From Outer Space), interprété par The Dickies
- Sandals in the Sand, composé par John Shakespeare

## Rumeur d'une suite
Depuis 2011, rumeur d'une suite annoncé en 3D Return of the Killer Klowns from Outer Space in 3D (en). Cette suite serait encore réalisée par Stephen Chiodo, avec le même acteur principal Grant Cramer[réf. nécessaire]. Le film est repoussé pour des années plus tard[réf. nécessaire].

## Distinctions
- Nomination au prix de la meilleure musique et des meilleurs costumes, par l'Académie des films de science-fiction, fantastique et horreur en 1990.

## DVD
Le DVD est sorti en France chez MGM le 11 mars 2009 avec une version française différente de la VHS. Le film est disponible à nouveau en Combo Blu Ray DVD chez Bach Films le 3 décembre 2019.